# Ginnastica ai Giochi della XXIX Olimpiade - Sbarra
La finale della sbarra si è svolta allo Stadio Coperto Nazionale di Pechino il 19 agosto, con inizio alle ore 19:30; è stata l'ultima finale della ginnastica artistica ai Giochi Olimpici del 2008.

## Finale
| Pos. | Ginnasta                       | Punteggio di partenza | Punteggio della giuria | Penalità | Totale |
| ---- | ------------------------------ | --------------------- | ---------------------- | -------- | ------ |
|      | Zou Kai ( Cina)                | 7,200                 | 9,000                  | -        | 16,200 |
|      | Jonathan Horton ( Stati Uniti) | 6,900                 | 9,275                  | -        | 16,175 |
|      | Fabian Hambüchen ( Germania)   | 6,800                 | 9,075                  | -        | 15,875 |
| 4    | Igor Cassina ( Italia)         | 6,600                 | 9,075                  | -        | 15,675 |
| 5    | Takuya Nakase ( Giappone)      | 6,600                 | 8,850                  | -        | 15,450 |
| 6    | Hiroyuki Tomita ( Giappone)    | 6,600                 | 8,625                  | -        | 15,225 |
| 7    | Epke Zonderland ( Paesi Bassi) | 6,500                 | 8,500                  | -        | 15,000 |
| 8    | Yann Cucherat ( Francia)       | 6,500                 | 8,325                  | -        | 14,825 |